# تسرب البرقيات الدبلوماسية السعودية
تسرب البرقيات الدبلوماسية السعودية هي حادثة تسرب معلومات سرية لمراسلات نشرها موقع ويكيليكس وقال أنها بين وزارة الخارجية السعودية وبعثاتها الدبلوماسية حول العالم بدءاً من 19 يونيو 2015، حيث تم نشر 61195 وثيقة من أصل 500 ألف وثيقة يعتزم نشرها خلال الأسابيع المقبلة.
وقالت المنظمة إنها حصلت على مراسلات بالبريد الإلكتروني بين وزارة الخارجية السعودية ودول أخرى بالإضافة إلى تقارير سرية من وزارات سعودية أخرى. ولم يذكر «ويكيليكس» مصدر هذه الوثائق، لكنه قال بأن قراصنة يُطلقون على أنفسهم «الجيش اليمني الإلكتروني» اخترقوا شبكة وزارة الخارجيّة السعودية في مايو 2015 وسرّبوا آلاف الوثائق.
وقالت الخارجية السعودية إن الوثائق المنشورة مؤخرا عبر موقع «ويكيليكس» مرتبطة بعملية القرصنة التي تعرضت لها الوزارة سابقاً، محذرة من تداولها باعتبار أن بعضها «تم فبركته»،  وقالت الوزارة بأنها ستقوم بالملاحقة القانونية لجميع الجهات التي وقفت خلف هذا الاختراق في إطار الحرب الإلكترونية القائمة بين الدول سواء كانت شركات أو حكومات وبموجب القوانين والتشريعات الدولية، وقللت الوزارة من شأن الأختراق وقالت أن ما تم تسريبه من وثائق لا يخرج عن إطار السياسة المعلنة لوزارة الخارجية في تصريحاتها وبياناتها المختلفة حول القضايا الإقليمية والدولية المتعددة.
وأشار ويكيليكس في بيانه إلى أن نشر هذه الوثائق يتزامن مع الذكرى الثالثة للجوء مؤسس الموقع جوليان أسانج إلى سفارة الأكوادور في لندن. وتحمل الوثائق، التي عرضها الموقع باللغة العربية، في أعلاها شعارات وعناوين مثل «المملكة العربية السعودية» أو «وزارة الخارجية»، حمل بعضها صفات «عاجل» أو «سري».

## خلفية
تعرضت شبكة وزارة الخارجية السعودية لهجمة إلكترونية في مايو 2015، نتج عنها نشر وتسريب آلاف الوثائف الدبلوماسية،  وقالت الخارجية السعودية في 22 مايو أن الحاسب الآلي للوزارة تعرض لهجمة إلكترونية، مشيراً إلى أن الهجمة كانت محدودة. وفي بيان ويكيليكس عن نشر الوثائق قال بأن قراصنة يُطلقون على أنفسهم «الجيش اليمني الإلكتروني» اخترقوا شبكة الخارجيّة السعودية وسرّبوا آلاف الوثائق على مواقع مخصصة لمشاركة الملفات، ولكن تلك المواقع أغلقت بفعل هجمات إلكترونية تتعلق بالرقابة.
وأضاف البيان أن مجموعة ويكيليكس الكاملة تضاهي اعداد هذه المستندات بالاف المرات وتحتوي على مئات الالاف من الصفحات المصورة باللغة العربية، حيث استخرج موقع ويكيليكس النص من هذه الصفحات المصورة ووضعه في قاعدة البيانات الخاصة بالموقع ليكون متوفراً للجميع. كما تتضمن المجموعة عشرات الالاف من الملفات النصية وجداول البيانات والمراسلات الالكترونية.

## أهم المواضيع
- تحدثت عدة وثائق عن الميزانية التقديرية لإقامة حفلات الاستقبال وطباعة الملصقات والكتيبات لحملة المملكة للترشيح لعضوية مجلس الأمن عن الفترة 2014-2015، [8] حيث قدمت شركة أدلمان للعلاقات العامة عرض بقيمة 1,730,000 دولار أمريكي، وترى وزارة الخارجية أنه ليس هناك ما يدعو للأستفادة من خدمة الشركة، [9] حيث أن التصويت للترشح لمثل هذه العضوية يعتبر قراراً سياسياً يتخذ من أعلى السلطات في الدول الأعضاء في الأمم المتحدة، وأن فوز المملكة يعتمد كلياً على الجهود المبذولة من قبل المملكة ممثلة بوزارة الخارجية، وممثليات المملكة في الخارج.[10] وفي وثيقة أخرى تحدثت عن أحتمال منافسة العراق وقرقيزستان لها في العضوية، ورد في الوثيقة أن المملكة قد عملت منذ سنوات على تبادل الدعم مع أكثر من 62 دولة، وتم التاكيد خطياً من 47 دولة بالتصويت لصالح المملكة، مما يقطع الظن باحتمال ظهور منافس للمملكة.[11]

- خصصت السفارة السعودية في إيران قراءة يومية لما يأتي في الإعلام الإيراني عن السعودية ومصر واليمن.[12] تحت عنوان «تقرير إيران اليومي».[13]

- في رسالة نشرها الموقع- تعود إلى 14 أغسطس 2008- بعثت وزارة الخارجية السعودية بها إلى سفارتها في واشنطن، حذرت المملكة من أن عشرات الطلاب السعوديين والخليجيين زاروا السفارة الإسرائيلية في العاصمة الأمريكية، كجزء من برنامج قيادي دولي، مطالبة السفارة بأن تكون على اطلاع بالوضع.[14]

- طلب عبد الله نجل أسامة بن لادن التصديق على وثيقة تفيد بوفاة والده، [15] لتقديمها لمحكمة في جدة لاستصدار صك حصر الإرث واثبات الورثة الشرعيين.[16]

### زيارات
- طلب مسؤولين من سفارة الولايات المتحدة الأمريكية زيارة أروى عصام طاهر جميل بغدادي، [17] عضوة تنظيم القاعدة والمسجون في الرياض.[18][19]
- طلب نانسي عجرم منح تأشيرة برفقة زوجها «فادي الهاشم» لدخول السعودية لزيارة الأمير تركي بن محمد العبدالله الفيصل آل سعود، [20] وتشير الوثائق بأن نانسي منحت التأشيرة مرافقة لزوجها الدكتور فادي الهاشم، [21] ولم تمنح بمفردها أو بصفتها (فنانة).[22] وطلبت الوثيقة عدم التاشير للفنانين قبل الاستئذان من «المقام السامي الكريم» وفقا للتعليمات.[23]
- وثيقة من القنصلية العامة في دبي تبين طلب من الأمير مشعل بن عبد العزيز آل سعود بشان رغبته منح الفنانة أسماء المنور مغربية الجنسية تأشيرة (زيارة شخصية) لإحياء حفل زفاف ابنته الأميرة «لولوة بنت مشعل بن عبد العزيز».[24]

### تونس
- في زيارة من السفير التونسي في البحرين إلى السفير السعودي في البحرين، كشف له في برقية وصلته أن شركة أجنبية اكتشفت حقول بترول في تونس، ما ترشحها خلال سنة 2012 أن تمتلك احتياطي يعادل 7 مرات احتياطي دولة قطر من النفط، ويفوق هذا الاحتياطي مليار برميل أي 5 أضعاف دين تونس الخارجي و3 أضعاف الناتج المحلي الإجمالي، ما يعادل أكثر من 27 سنة من الاستهلاك، وشدد السفير التونسي على إبقاء الأمر سرا لأسباب داخلية.[25][26]
- في برقية من السفير السعودي في اليمن إلى وزير الخارجية، قال أن المبعوث الأممي لليمن جمال بن عمر أبلغه أن الأمين العام للأمم المتحدة بان كي مون، قد اتصل به وقال له أن روسيا هددته بشكل صريح بعدم حضور مؤتمر أصدقاء سوريا المنعقد في تونس.[27]
- في تحليل من قبل رئاسة الاستخبارات السعودية، ذكر أولا ما قاله الرئيس التونسي المنصف المرزوقي حول جهوده في بناء اتحاد المغرب العربي وتحركاته بين دوله في محاولة لإحيائه. ثم إستنتج من عنده وقال أن الرئيس المنصف المرزوقي يحاول تزعم رؤساء المنطقة، وأنه ينصب نفسه وسيطا لحل الخلافات خاصة بين المغرب والجزائر تحديدا بخصوص الصحراء الغربية، وقال أن هذه القضية أكبر من أن يتدخل لحلها الرئيس التونسي.[28]
- في برقية وصفت بأنها سرية وعاجلة جدا، قالت الخارجية السعودية أن سفيرها في تونس إلتقى برئيس الوزراء حمادي الجبالي في 2012، بخصوص ما يدعيه عبد الستار المسعودي، أن الحكومة التونسية تريد مصالحة واحتواء حزب الرئيس المخلوع زين العابدين بن علي، وقال حمادي الجبالي أنه لم يسمع أبدا بالمدعى عبد الستار المسعودي الذي كان قد وصف نفسه بالقريب من الحكومة ودعا إلى التدخل من أجل بن علي، وأضاف الجبالي أن هذا الملف مميت وحساس، وأن بن علي عليه أن يحمد الله بأن السعودية آوته عندما لم يجد مكان يذهب إليه، وعليه أن يتعلم الصبر وألا يحدث مشاكل بين الحكومتين السعودية والتونسية، وأن قدومه لتونس سيشكل مصيبة وثورة ضده، وشدد الجبالي أنه والتيار الإسلامي المتمثل في حركة النهضة قد عانوا من نظام بن علي من التعذيب والمضايقات. وبذلك نفى ما يروج حول المصالحة مع بن علي.[29][30]

### مصر
- برقية من السفارة السعودية بالقاهرة إلى وزارة الخارجية السعودية، جاء فيها أن المؤشرات الحالية تشير إلى أن الإخوان المسلمين في مصر لن يسعوا إلى التقارب مع إيران، خاصة أن خيرت الشاطر الذي وصفته بأنه «الزعيم الفعلي للإخوان» في مصر يعارض هذا التقارب، ويركز على مسألة الانفتاح على الغرب.[31] وأوصت وثيقة أخرى صادرة من السفارة في القاهرة في 8 يناير 2012 بفتح حوار مع خيرت الشاطر، ووصفته بأنه سيكون أحد اللاعبين على الساحة المصرية في الفترة القادمة من خلال تزعمه الفعلي لحركة الأخوان.[32]
- غضب السيسي من مرسي عندما كان وزيراً للدفاع، بسبب فشل الحوار المجتمعي الذي دعا له الجيش في 11 ديسمبر 2012. وأشارت الوثيقة إلى وجود غضب عارم بين صفوف الجيش المصري بعد تصريحات المرشد العام لجماعة الإخوان، محمد بديع، بعد قوله: «إن جنود مصر مطيعون، لكنهم يحتاجون قيادة رشيدة توعيهم بعد أن تولت أمرهم قيادات فاسدة».
- نشر الموقع رسالة تفيد أن السفير في القاهرة، بعث برسالة لوزير خارجية السعودية، تفيد أن الإعلامي مصطفى بكري زاره في مكتبه وطلب منه تمويلًا لتحويل جريدته إلى يومية، وتشكيل حزب سياسي وإنشاء قناة فضائية لمواجهة المد الإيراني، ووصفت الوثيقة بأن بكري هو من المقربين من «المجلس الأعلى للقوات المسلحة».[33]
- تظهر أحد الوثائق طلب رئيس مجلس إدارة جريدة الحياة المصرية «محمد عمر الشطبي»، [34] مبلغ 5000 ريال سعودي مقابل نشر مقال في اليوم الوطني السعودي الحادي والثمانين.[35]
- استياء المملكة من استضافة قناة ontv للمعارض السعودي سعد الفقيه، [36] وأن السفير في القاهرة قام بالاتصال بنجيب ساويرس «مالك المحطة» وعاتبه على ما حدث.[37]

### اليمن
- وثيقة من «سفارة السعودية في صنعاء» بتاريخ 15 ربيع الأول 1433 هـ الموافق 7 فبراير 2012 تفيد بطلب بعثة صندوق النقد الدولي في اليمن «معرفة حجم المنحة النفطية المقدمة من المملكة العربية السعودية لليمن للتأكد من أن قيمة بيعها في اليمن دخلت خزينة الدولة، ذلك أن المنحة السابقة قبل عدة أشهر وقدرها (3) مليون برميل لم تدخل خزينة الدولة.»[38]

- وثيقة من السفير ب صنعاء علي محمد الحمدان تفيد ب«توصله لمعلومات من مصادر مختلفة أن دولة قطر تدفع مبالغ كبيرة لخلط الأوراق السياسية والدفع للفوضى وأنها قد خصصت لهذا الغرض مبلغ 250 مليون دولار ويتولى المخطط الشيخ حميد الأحمر، ويعمل الآن على دعم الاحتجاجات في القوى الأمنية والعسكرية والتحريض على التمرد وإفراغها من قيادتها الأمنية». وبحسب الوثيقة «يدفع حميد الأحمر الاحتجاجات بدعوى المطالبة بحقوق ولكن الواقع هو استعراض للقوة يهدف لإفشال الانتخابات الرئاسية في 21 فبراير».[39]
- رصدت عدد من الوثائق القرارات التي أتخذها الرئيس اليمني عبد ربه منصور هادي بعد توليه الرئاسة، في جهوده لهيكلة الجيش وتقليص نفوذ الرئيس السابق علي عبد الله صالح، [40] ووثائق أخرى ترسل بشكل دوري عن «أهم الأحداث على الساحة اليمنية».[41]
- وثيقة من القنصلية في عدن تطلب تحذير المواطنين السعوديين من زيارة اليمن في ظل الوضع المتردي في اليمن بشكل عام وعدن بشكل خاص قبل بدء انتخابات الرئاسة اليمنية في 21 فبراير 2012، واقتراح ربط ذلك بحادثة خطف ثلاثة مواطنين سعوديين تم اطلاق سراحهم في 19-3-1433 هـ في مدينة صعدة.[42]

- برقية صادرة من السفارة في صنعاء توصي بدعم الأحزاب بما يمكنها من العمل بعيداً عن الاستقطاب الإيراني، واستقطاب ودعم الكتاب لمواجهة وتفنيد الأفكار الشيعية.[43]
- وثيقة سرية تضمنت تحليل للسفير السعودي في صنعاء عن هجوم القاعدة في محافظة أبين، قال فيه أن الهجوم تم بمساعدة خبراء عسكريين وتواطوء هدفه تدمير معنوية الجيش وأرسال رسائل اقليمية ودولية ولتصفية حسابات عسكرية وسياسية بين الأطراف المتصارعة في البلاد.[44]
- وثيقة من سفارة السعودية في نيودلهي تحدثت عن مشاركة مندوب قناة العربية الدكتور وائل عواد في ندوة بنيودلهي بتاريخ 30 يناير 2012 أنتقد فيها المملكة وأتهمها بمحاولة خطف ثورة الشعب اليمني من خلال تمويل بعض الجماعات لدفع اليمن نحو حرب أهلية.[45]
- وثيقة من السفارة بصنعاء تحدثت عن ارتباط الرئيس السابق لليمن الجنوبي علي سالم البيض بايران سمح لها بالدخول على خط الأزمة الجنوبية في اليمن، وأن ذلك قد يؤثر سلباً على مصالح المملكة، وضرورة توجية رسالة قوية له أن هذا يمثل خط أحمر بالنسبة للمملكة، وذلك عن طريق القيادات السياسية مثل رئيس الوزراء السابق حيدر أبو بكر العطاس والرئيس السابق علي ناصر محمد وكذلك الاستعانة بشخصيات من أصول حضرمية مثل العمودي وبقشان.[46]

- برقية من وزير الخارجية سعود الفيصل إلى رئيس الديوان الملكي، تحدثت عن طلب تقدم به وزير الإعلام في اليمن دعم قناتي اليمن وعدن.[47]

### قطر
- برقية من وزير الخارجية سعود الفيصل إلى الملك عبد الله بن عبدالعزيز بتاريخ 3 جمادي الآخر 1433 هـ، تفيد ب«ورود معلومات من السفارة السعودية في الخرطوم بأن دولة قطر ضخت مبالغ كبيرة من الدولارات لصالح حكومة الخرطوم لدى بنك إعمار دارفور خلال قتالها الذي دار في منطقة هيجليج وغرب دارفور، الأمر الذي ادى إلى التنمر الشديد من قبل رئيس سلطة دارفور التيجاني السيسي - حيال هذه التصرفات التي جرت من قبل حكومتي الخرطوم والدوحة».[48]

### لبنان
- طلب تقدم به سمير جعجع للحصول على مساعدات من أجل حل مشاكل مالية داخل حزبه «القوات اللبنانية»، وعجزهم عن تأمين رواتب العاملين لديهم.[49]
- تضمنت وثيقة من السفارة في لبنان أن حزب الله يسوده توترات أثر اختراق وكالة الاستخبارات الأمريكية لهم في الجنوب اللبناني، وأن ذلك تم من خلال حركة أمل التي يرأسها الرئيس نبيه بري، وبالتحديد من خلال النائب «علي بزي» أحد المقربين من الرئيس نبيه بري.[50]
- وثيقة تضمنت رسالة من وزير الخارجية السابق سعود الفيصل، إلى الملك عبد الله بن عبد العزيز، يكشف عن نية المملكة تقديم دعم لقناة mtv اللبنانية قيمته 5 ملايين دولار، نظراً لوجود تعثرات مالية في القناة.[51] وبحسب وثيقة أخرى فأن الدعم سيقدم على شكل دفعات، تبلغ كل دفعة 500 ألف دولار كل ستة أشهر.[52] وبحسب خطة العمل التي طلب من سفير المملكة في لبنان بحثها مع مسئولي القناة، فأنه يطلب من القناة مقابل الدعم ما يلي:[52]

1. أن تلتزم القناة بتوظيف إمكاناتها الإعلامية والتقنية لخدمة المملكة وذلك عبر رسائل إعلامية واضحة، مع الطلب منها المقارعة والتصدي للإعلام المعادي للمملكة.
2. أن تقوم القناة بإفساح المجال لأهل الفكر والعلم السعوديين لاستضافتهم في القناة كلما تطلب الأمر.
3. تطوير علاقة القناة بالإعلام السعودي من خلال تبادل الخبرات التلفزيونية والإنتاجية والتعاون في مجال التدريب للاستفادة من خبرات القائمين على القناة.

### الأردن
- وثيقة من السفارة الأردنية في الرياض مقدمة لوزارة الخارجية تضمنت طلب «السماح بمرور 30 طير من طيور الحباري من العراق إلى السعودية عبر الأردن كهدية لخادم الحرمين الشريفين الملك عبد الله بن عبدالعزيز».[53]

## ردود الفعل
- السعودية: دعت وزارة الخارجية السعودية مواطنيها إلى تجنب تصفح أي موقع إلكتروني بغرض الحصول على وثائق أو معلومات مسربة قد تكون غير صحيحة بقصد الإضرار بأمن الوطن".[54]
  - قالت الخارجية السعودية إن الوثائق المنشورة مؤخرا عبر موقع «ويكيليكس» مرتبطة بعملية القرصنة التي تعرضت لها الوزارة سابقاً، محذرة من تداولها باعتبار أن بعضها «تم فبركته»، [3] وقالت الوزارة بأنها ستقوم بالملاحقة القانونية لجميع الجهات التي وقفت خلف هذا الاختراق في إطار الحرب الإلكترونية القائمة بين الدول سواء كانت شركات أو حكومات وبموجب القوانين والتشريعات الدولية.[4]
- العراق: البرلمان العراقي يبحث وثائق السعودية المسربة من «ويكيليكس».[55]

- حزب الله: نفى صحة ما ورد في الوثائق السعودية عن النائب علي بزي.[56]

## وصلات خارجية
- السعودية ويكيليكس